# Trifon Belacurencu
Trifon Belacurencu (n. 10 ianuarie 1953, Mila 23, România) este un politician român, senator în Parlamentul României cu două mandate 2008-2012 și 2012-2016 din partea PSD Tulcea.
Inițiative legislative promovate de Senatorul Trifon Belacurencu devenite și legi:
1. Legea prin care s-a eliminat posibilitatea emiterii de amenzi multiple pentru aceeași faptă și prin care a fost eliminat și tariful de despăgubire în cazul neprocurării rovinietei. – Legea 144/2012.
2. Legea prin care cetățenii din Maliuc, Pardina și Crișan pot obține titluri de proprietate pe terenurile pe care și-au construit casele – Legea 212/2011. Este vorba de casele construite pe fostele platforme amenajate în Delta Dunării după inundațiile catastrofale din anii 1970 - 1974.
3. Corelarea Legii nr. 350/2001 privind amenajarea teritoriului și urbanismul cu Legea nr. 50/1991 privind autorizarea executarii lucrărilor de construcții, în sensul de a nu obliga cetățenii să plătească eliberarea unui Certificat de Urbanism atunci când aceștia comandă întocmirea documentației cadastrale de comasare sau dezmembrare a terenurilor în cel puțin 3 parcele, cu scopul de a vinde sau cumpăra aceste terenuri.
Pe data de 7.10.2015 Senatorul Trifon Belacurencu a câștigat irevocabil procesul cu ANI, raportul privind incompatibilitatea fiind anulat. În noiembrie 2011, inspectorii Agenției Naționale de Integritate (ANI) au afirmat că începând cu data de 19 decembrie 2008 și până în prezent, demnitarul s-a aflat în stare de incompatibilitate, deoarece a deținut atât calitatea de senator în Parlamentul României, cât și funcția de administrator în cadrul S.C. Dobrogea Gaz S.R.L. Tulcea, încălcând legislația în vigoare. 

## Legatura externa
- Blogul lui Trifon Belacurencu